# Stazione di Bolzano
Stazione di Bolzano vasútállomás Olaszországban, Trentino-Alto Adige régióban, Bolzano településen.

## Vasútvonalak
Az állomást az alábbi vasútvonalak érintik:
- Brenner-vasútvonal
- Bolzano–Merano-vasútvonal
- Überetscher Bahn

## Kapcsolódó állomások
A vasútállomáshoz az alábbi állomások vannak a legközelebb: 
- Stazione di Prato-Tires
- Bozen Süd
- stazione di Laives
- stazione di Ponte Roma

## Képgaléria

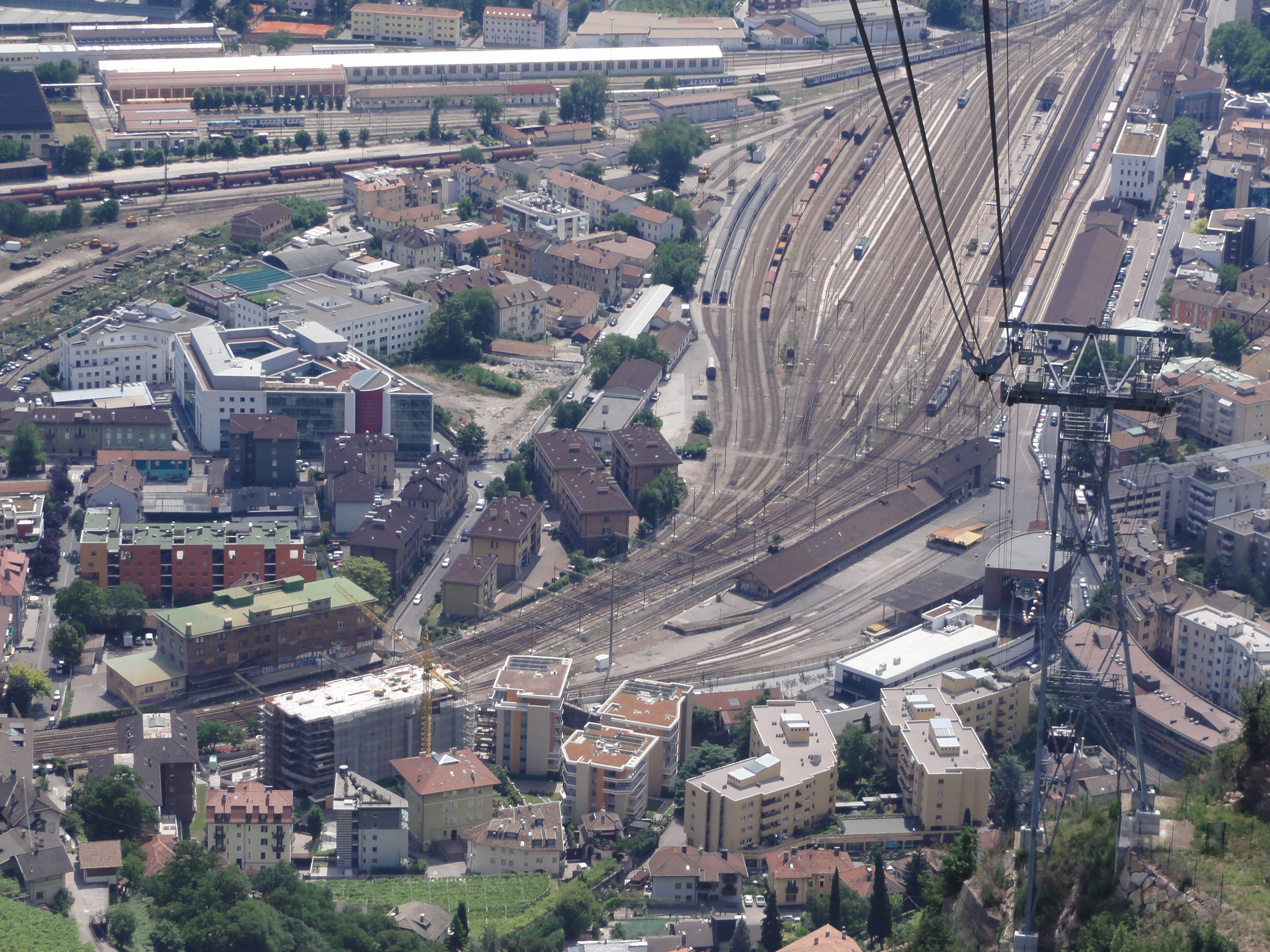
Légifelvétel az állomásról
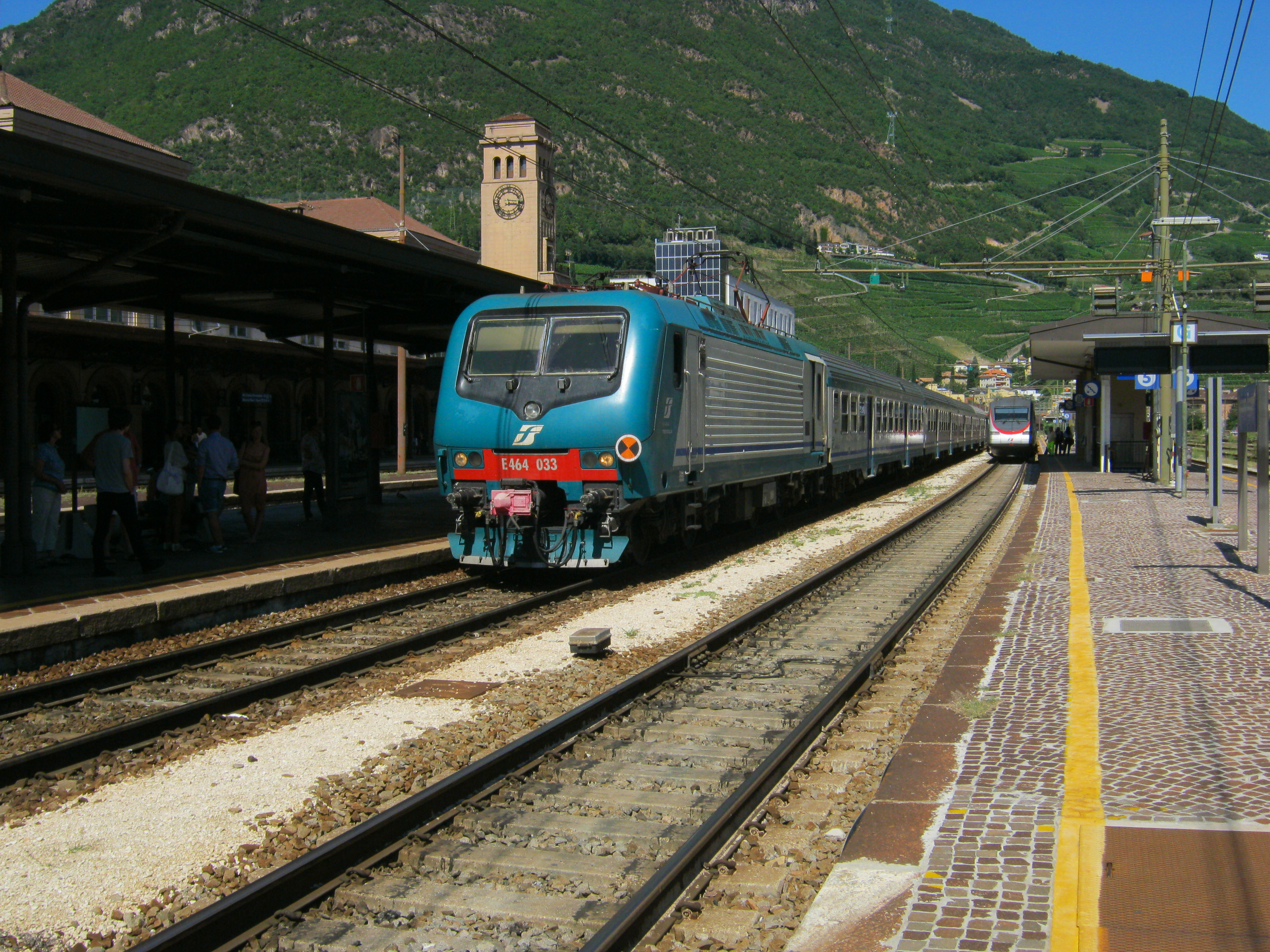
FS E464 sorozatú mozdony ingavonatával az állomáson
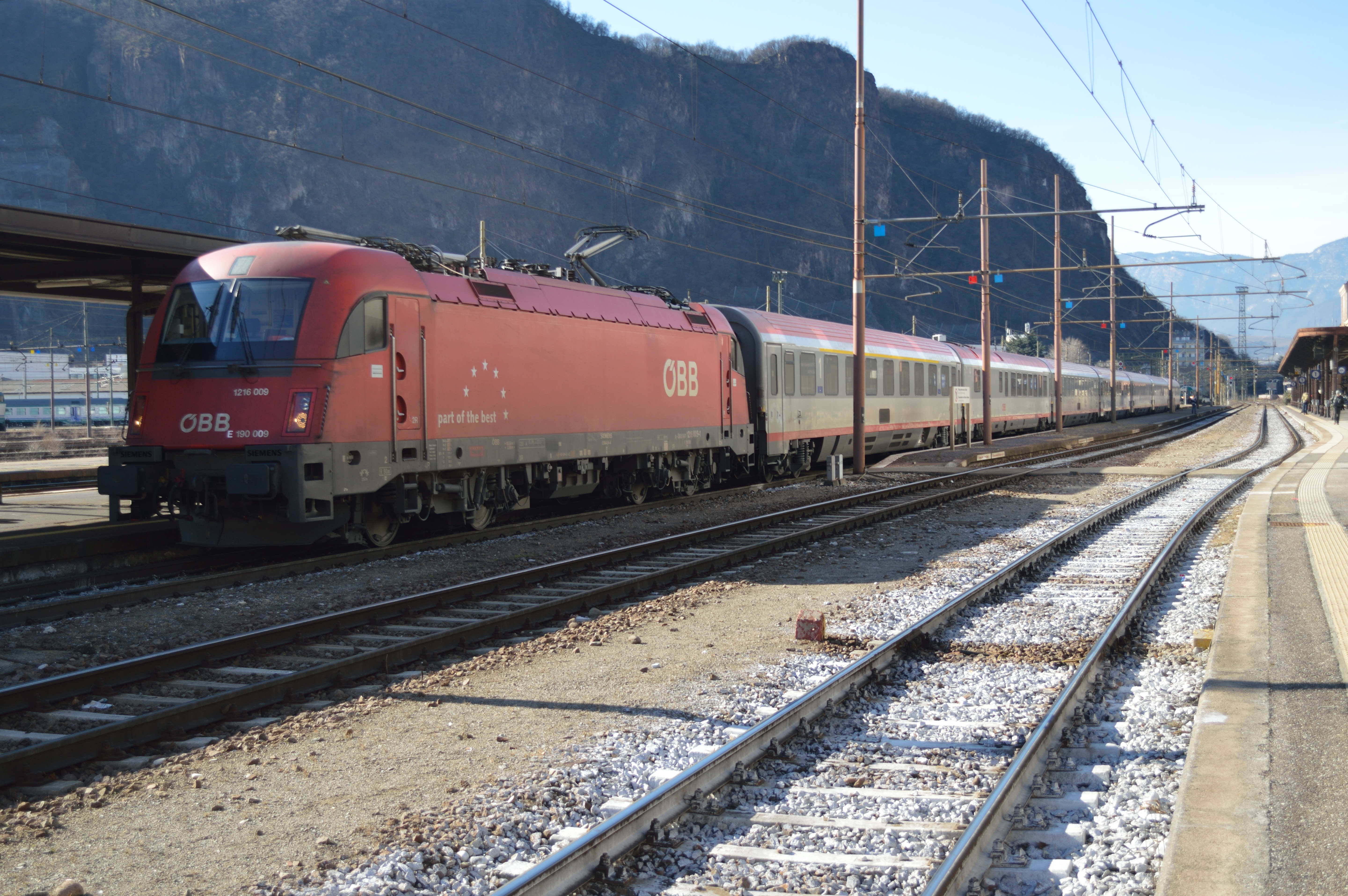
ÖBB EC (EC88 München - Verona) az állomáson egy négyáramnemű ÖBB 1216 sorozatú mozdonnyal
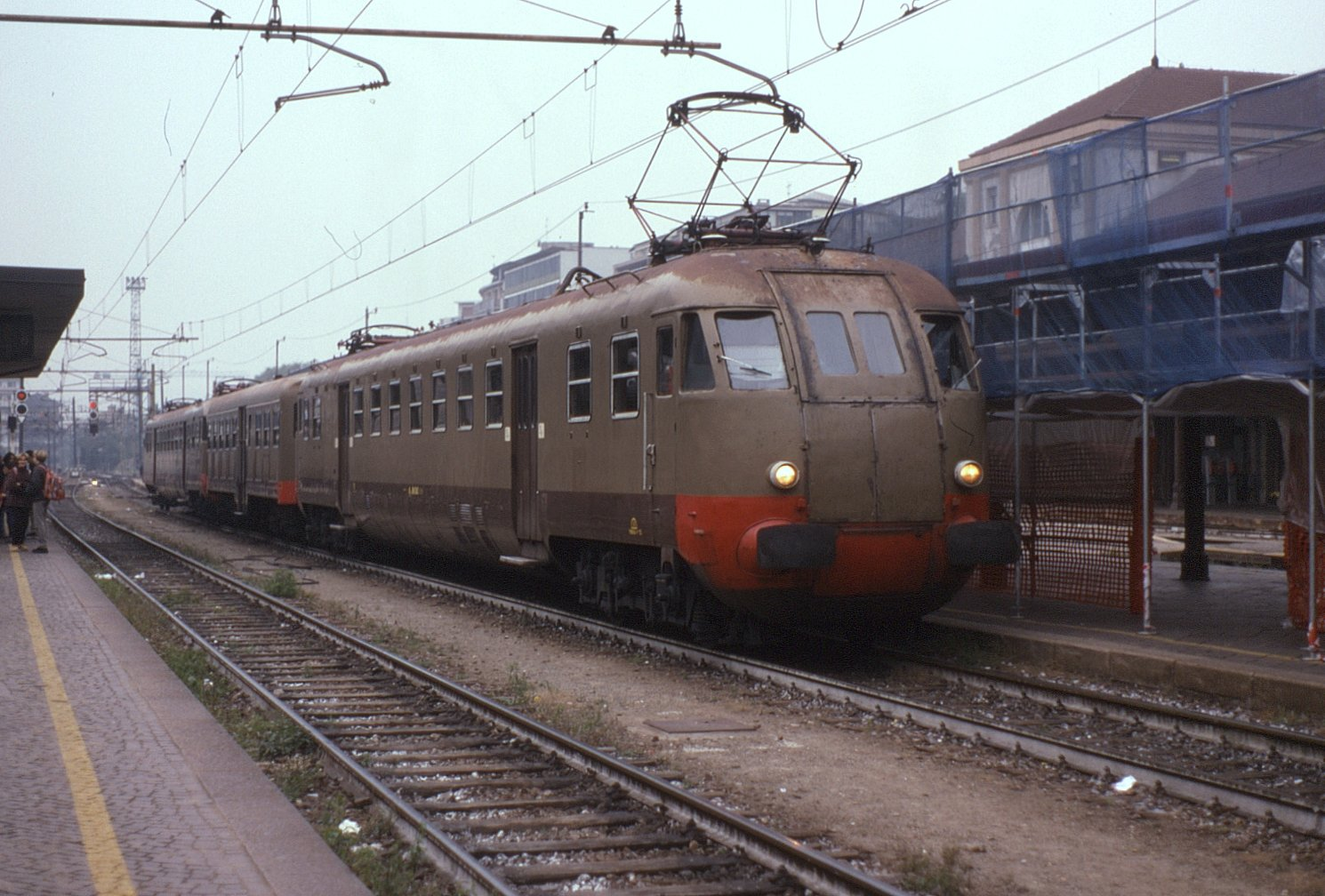
Egy FS ALe840 sorozatú motorvonat az állomás előtt 1997-ben
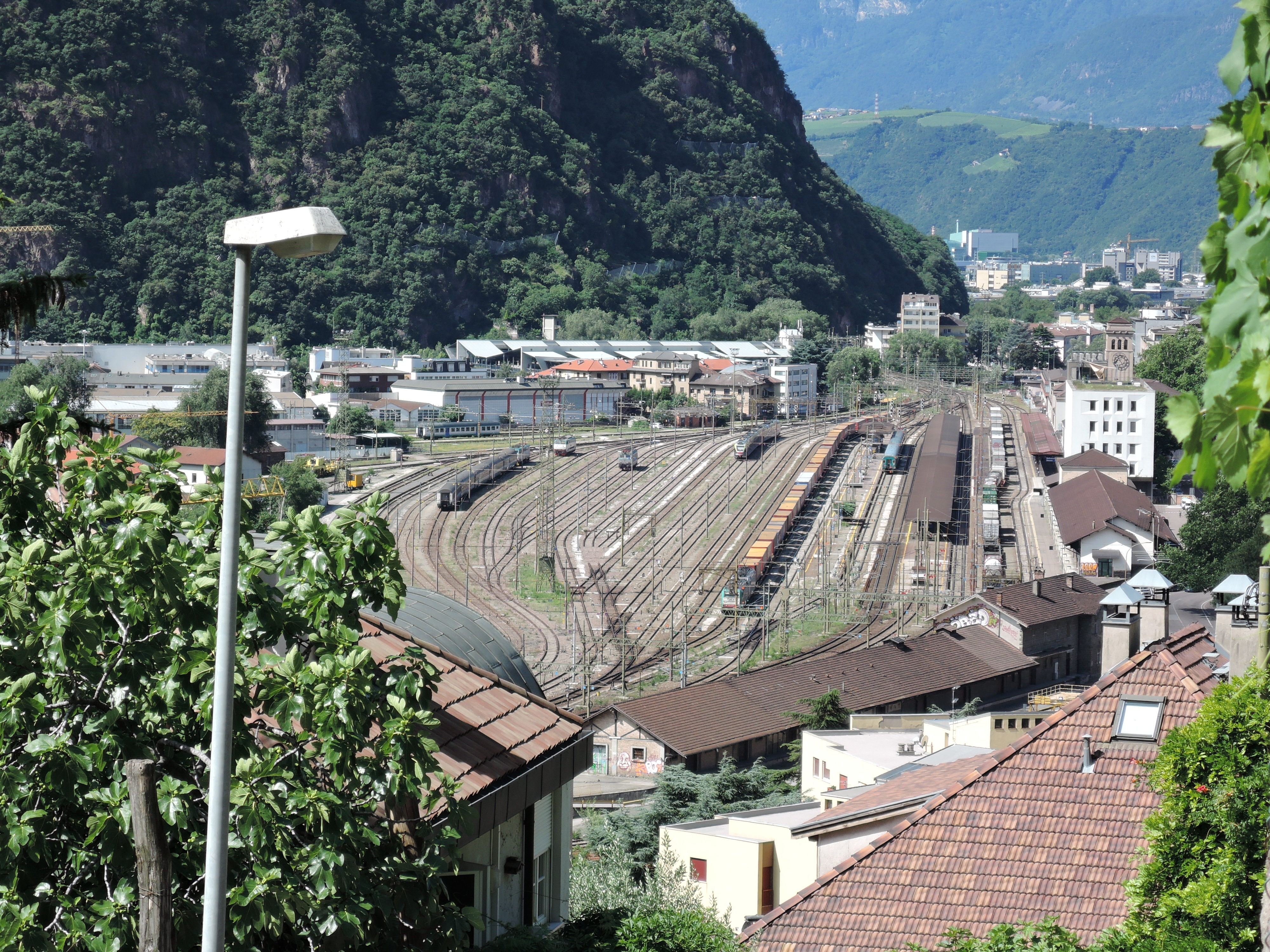
Az állomás a levegőből
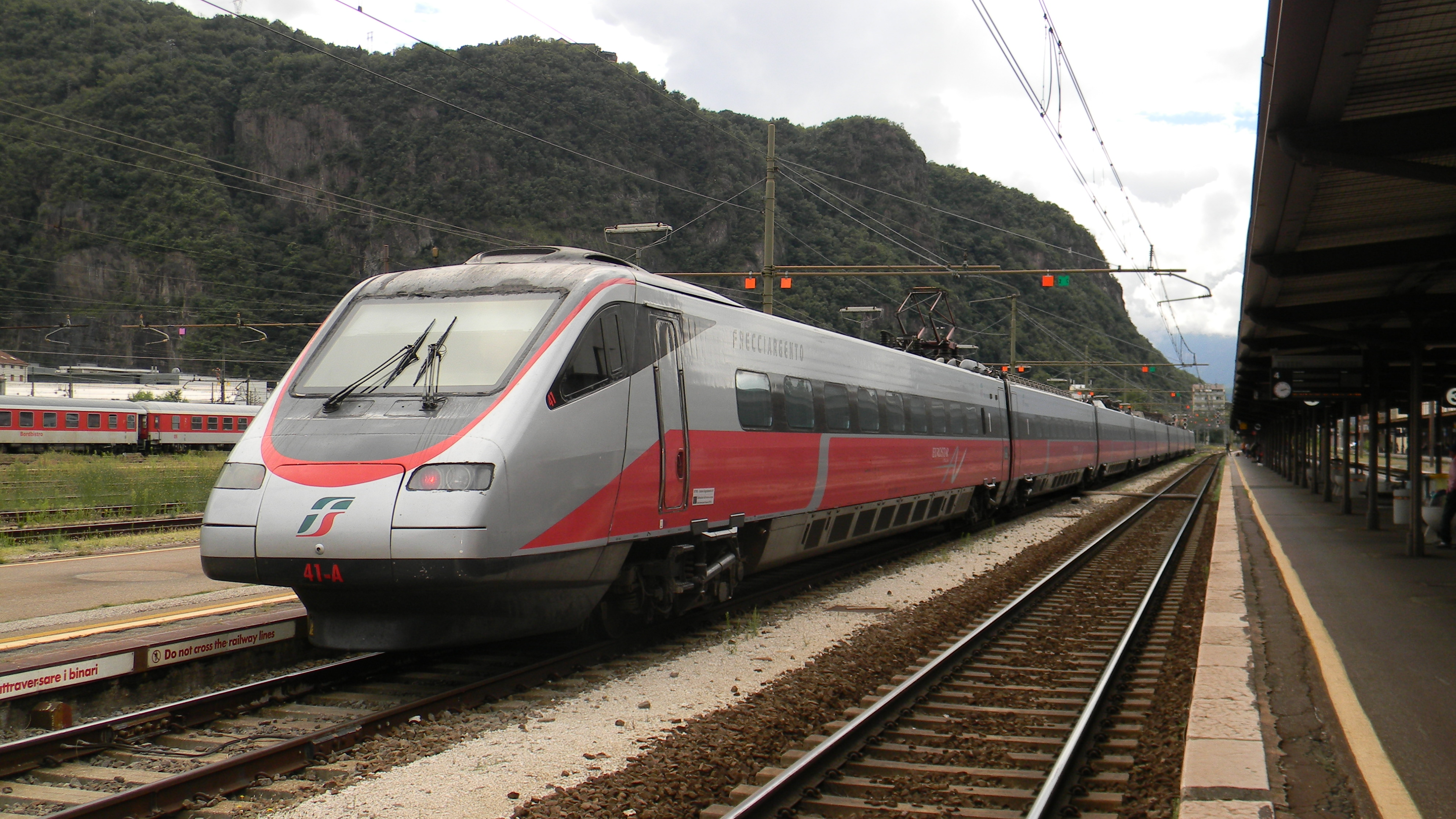
FS ETR 485 sorozat
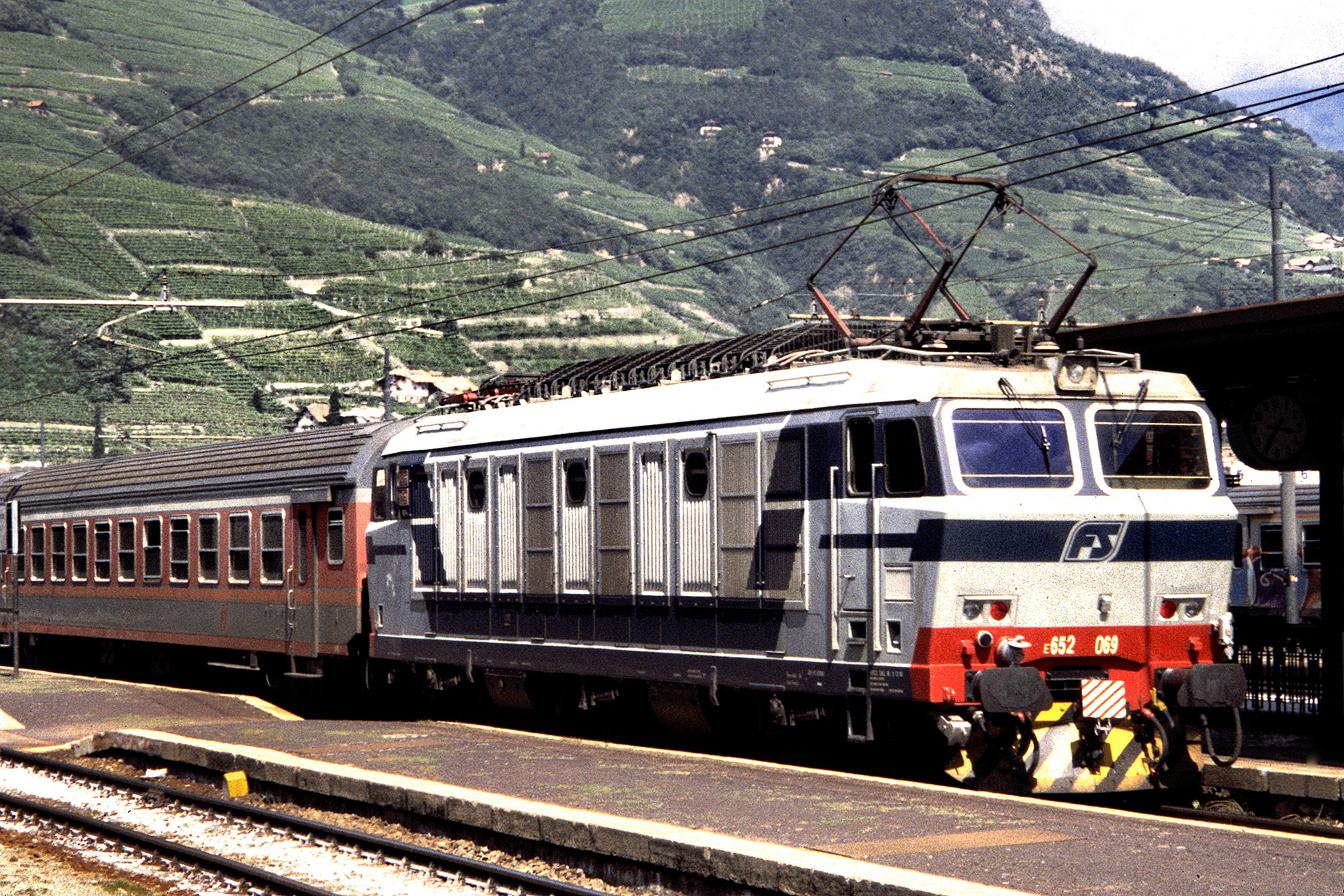
FS E652 sorozat 1997-ben